# Sankt Ibbs distrikt
Sankt Ibbs distrikt är ett distrikt i Landskrona kommun och Skåne län. 
Distriktet ligger på och omfattar ön Ven i Öresund. 

## Tidigare administrativ tillhörighet
Distriktet inrättades 2016 och utgörs av en del av området Landskrona stad omfattade till 1971, delen som före 1959 utgjorde Sankt Ibbs socken.
Området motsvarar den omfattning Sankt Ibbs församling hade vid årsskiftet 1999/2000.